# Myricaceae
Myricaceae, las miricáceas, son una pequeña familia del orden Fagales. Reúne arbustos y arbolillos divididos en tres géneros (ver cuadro), aunque algunos botánicos separan muchas de las especies de Myrica en un tercer género denominado Morella. Contiene alrededor de 35 especies aceptadas en el género Myrica y 1 en Comptonia, nativas de regiones subtropicales.

## Descripción
Son árboles o arbustos generalmente aromáticos y a menudo pelúcido-punteados, raíces con nódulos fijadores de nitrógeno; plantas monoicas o dioicas. Hojas alternas, siempreverdes o caducas, simples, enteras o dentadas o raramente pinnatífidas. Inflorescencias espigadas a paniculadas, axilares; flores unisexuales pequeñas, sin perianto, solitarias en la axila de una bráctea, con o sin bractéolas; flores masculinas con 2 a 30 estambres, filamentos muy cortos, libres o unidos, anteras ditecas y con dehiscencia longitudinal, pistilodio generalmente ausente; flores femeninas con un pistilo solitario y ovario 1-locular con 1 solo óvulo, estilo corto con 2 (3) ramas, estigmas 2 (3). Fruto drupáceo, endocarpo duro, exocarpo a menudo produciendo cera.

## Distribución y hábitat
Familia subcosmopolita con 4 géneros y ca 50 especies, distribuidas en las zonas templadas, subtropicales y en los trópicos principalmente en las zonas montañosas; 1 especie se encuentra en Nicaragua. En América tropical existe un solo género cuyas especies hasta hace poco habían sido tratadas en el género Myrica. Sin embargo, en los últimos años la mayoría de especies de este género, incluyendo aquellas con frutos ceráceos nativas de las Américas, se tratan en el género Morella y se están haciendo las combinaciones necesarias ya que al momento no todas están disponibles. La cera de los frutos se utiliza en la fabricación de velas.

## Géneros
- Canacomyrica
- Comptonia
- Myrica

Myrica faya Aiton

Myrica gale L.
Myrica rubra